# Broughton (Hampshire)
Broughton is een civil parish in het bestuurlijke gebied Test Valley, in het Engelse graafschap Hampshire.